# باري فاغنر
باري فاغنر (بالإنجليزية: Barry Wagner)‏ هو لاعب كرة قدم أمريكية أمريكي، ولد في 24 نوفمبر 1967 في غرينسبورو في الولايات المتحدة.

## وصلات خارجية
- باري فاغنر على موقع مرجع كرة القدم المحترفة.كوم (الإنجليزية)